# Географія Житомирської області
Географічно Житомирська область розташовується на Правобережній Україні, її центральна частина —- Полісся. До басейну Дніпра належать майже усі річки області. Притоками Дніпра є Тетерів, Ірша, Ірпінь. Притоки Прип'яті — Случ, Уж, Уборть є притоками Прип'яті. Болота займають велику площу на Поліссі. Ландшафт Житомирської області — це рівнинни, на півдні густо вкриті ярами, річковими долинами. По всій області налічується понад 200 малих річок, головна з яких — Тетерів (притока Дніпра).

## Географічне положення, територія, адміністративний поділ
Житомирська область є центром Східноєвропейської рівнини, на півночі Правобережної України. Площа області — 29,9 тисяч квадратних кілометрів, це — 4,9 % території України. За розмірами область входить до п'ятірки найбільших в Україні і поступається лише перед Одеською, Дніпропетровською, Чернігівською та Харківською областями. Щоб уявити розміри Житомирської області, скажемо, що Житомирщина більше ніж такі країни як Вірменія, Албанія, Ізраїль, Кіпр та Ліван.
Протяжність області із заходу на схід складає близько 170 кілометрів, а відстань з півночі на південь — 230 кілометрів. За формою область являє собою багатокутник. Житомирська область має досить вдале економічно-географічне розташування, що сприяє її розвитку і активній участі в поділі суспільної праці.
З давніх часів на території області виникли міста, що слугували як торгові центри на шляхах, що зв'язували Європу і Азію. На території області проходять важливі залізничні сполучення та автомобільні шляхи, що сприяють економічному розвитку та зв'язку з адміністративно-культурними і промисловими центрами як Київ, Мінськ, Львів, Харків, Одеса тощо. Суттєвим фактором подальшого розвитку продуктивних сил області, який впливає на формування територіальної структури, є близькість розташування до країн Східної і Центральної Європи.
Адміністративні межі Житомирської області, що історично сформувалися, не збігаються з межами природних зон. Розташована область на стикові двох природних зон, які мають відмінності у ландшафтному відношенні. Північна частина розміщується в зоні мішаних лісів (Полісся), південна — в межах Лісостепу.
Станом на 1.01. 1992 рік в області налічується 23 адміністративних райони, 9 міст, серед них 4 міста обласного підпорядкування (Житомир, Бердичів, Коростень, Новоград-Волинський), 46 селищ міського типу і 1635 сільських населених пунктів. Обласний центр — місто Житомир, що поділяється на два адміністративні райони: Богунський і Корольовський.

## Природні умови і ресурси
У геоструктурному сенсі територія області знаходиться в межах північно-західної частини Українського щита (переважно Волино-Подільського блоку). В геологічній будові беруть участь метаморфічні, місцями магматичні і вулканогенно-теригенні породи докембрійського фундаменту, перекриті корою вивітрювання і осадочним чохлом. Корінні породи чохла, що виповнюють зниження у рельєфі фундаменту, залягають на сході і півдні області, решта території вкрита антропогеновими відкладами.
За площею переважають водно-льодовикові відклади, на окремих ділянках перекриті льодовиковими. Річкові долини виповнені алювієм терас. На півдні області і у межах Словечансько-Овруцького кряжа верхню частину розрізу складають лісовидні породи.
На території області добувають цінні будівельні матеріали (граніти, габро, лабрадорити, кварцити). Видобуток їх здійснюється більше ніж на 50 родовищах. Розробляють Овруцьке родовище кварциту. В районах м. Коростишева, сіл Головиного, Турчинки добувають лабрадорити. На Головинському і Поромівському родовищах добувають унікальне за красою і якістю оздоблювальне каміння — пегматити та мармур.
Коростенський, Новоград-Волинський, Малинський і Овруцький райони є особливо багаті на поклади будівельних матеріалів. Значні поклади каолінів, вогнетривких глин, кварцових пісків.
В області добувають самоцвіти — бурштин, гранати, топази, турмалін, гірський кришталь, яшму.
Також добувають горючі корисні копалини: буре вугілля, торф, з металевих — родовища титанових руд, пегматитів.
В області експлуатуються джерела мінеральних вод, а саме є радонові, та лікарські грязі.

## Рельєф
Рельєф території пов'язаний з геологічною будовою. Так як, Житомирська область відноситься до північно-західної частини Українського щита зумовило її більш високе гіпсометричне положення у порівнянні з іншими областями Українського Полісся, поширення вузьких і глибоко врізаних річкових долин, наявність великих лесових «островів» і меншу заболоченість.
Велика частина області простягається у межах Придніпровської височини, північну і північно-східну частини займає Поліська низовина. Поверхня Житомирської області хвиляста із зниженням на північ і північний схід (від 280—220 м до 150 м і менше). В області є значні площі моренних і моренно-зандрових рівнин з пасмово-горбистим рельєфом.
На заході області переважає зандрова слабохвиляста рівнина з незначним коливанням висот і наявністю мікрозападин. З нею пов'язані значні масиви торфових боліт (2,9 % території області), окремі ділянки займають лесові «острови» з розвинутою сіткою ярів і балок. У північній частині — алювіально-зандрові рівнини. У місцях високого залягання кристалічних порід розвинуті денудаційні форми рельєфу у вигляді пасом, горбів, скель з крутими схилами (Словечансько-Овруцький кряж з найвищою точкою області — 316 м, Білокоровицький кряж, Озерянський кряж).

## Клімат
Клімат Житомирської області помірно континентальний. Середня температура січня -5,7°, липня +18,9°. Абсолютний мінімум -35, -40°, абсолютний максимум +35, +40°. Період з температурою понад +10° становить 158 днів. Опадів на півночі області випадає 600 мм, на півдні — 570 мм на рік, найбільше їх випадає влітку. Висота снігового покриву 20- 30 см.
Несприятливі кліматичні явища — спостерігаються бездощові періоди до 60 днів, можливі посухи і суховії, сильні дощі, 1-2 дні (рідше 4-6 днів) з градом. Великої шкоди завдають пізні весняні та ранні осінні заморозки. Зимою можливі низькі температури протягом 25 днів, ожеледь.
Житомирська область належить до вологої, помірно теплої агрокліматичної зони. На Житомирщині діють 5 метеостанцій (Житомир, Овруч, Олевськ, Коростень, Звягель). Гідрографічна сітка густа, по території області протікає 221 річка завдовжки понад 10 км кожна і всі вони належать до басейну Дніпра.
Найбільші притоки Дніпра — Тетерів з Гнилоп'яттю, Гуйвою та Іршею; Ірпінь і Здвиж (верхні течії), притоки Прип'яті — Уборть, Словечна та Уж з Жеревом і Норином, притока Горині — Случ. Пересічна густота річкової сітки 0,36 км/кв. км, у лісостеповій частині 0,20-0,26 км/кв. км. Для річок області характерне мішане живлення з переважанням снігового. Понад 50 % річкового стоку припадає на талі снігові води. Багато озер (найбільше — Кам'яне), збудовано 16 водосховищ (загальною площею понад 2,9 тис. га); найбільші: Іршанське, Малинське, Житомирське і Лісне.
Житомирська область лежить у межах Західноукраїнської геоботанічної підпровінції. Лісами вкрито 1 млн га (28 % площі області). Головні лісо-утворюючі породи: сосна, дуб, береза, вільха та ін. В північній і північно-західній частинах поширені соснові ліси (бори), в усій поліській частині — сосново-дубово-березові (субори). Значні площі займають дубово-грабові і грабові ліси (груди і сугрудки). В лісостеповій частині Житомирської області дубово-грабові ліси, де переважає дуб з домішкою граба, ясена, клена та явора. Лісистість південних районів області становить 3- 4 %. Під луками близько 5,3 % території області.

## Заповідні території

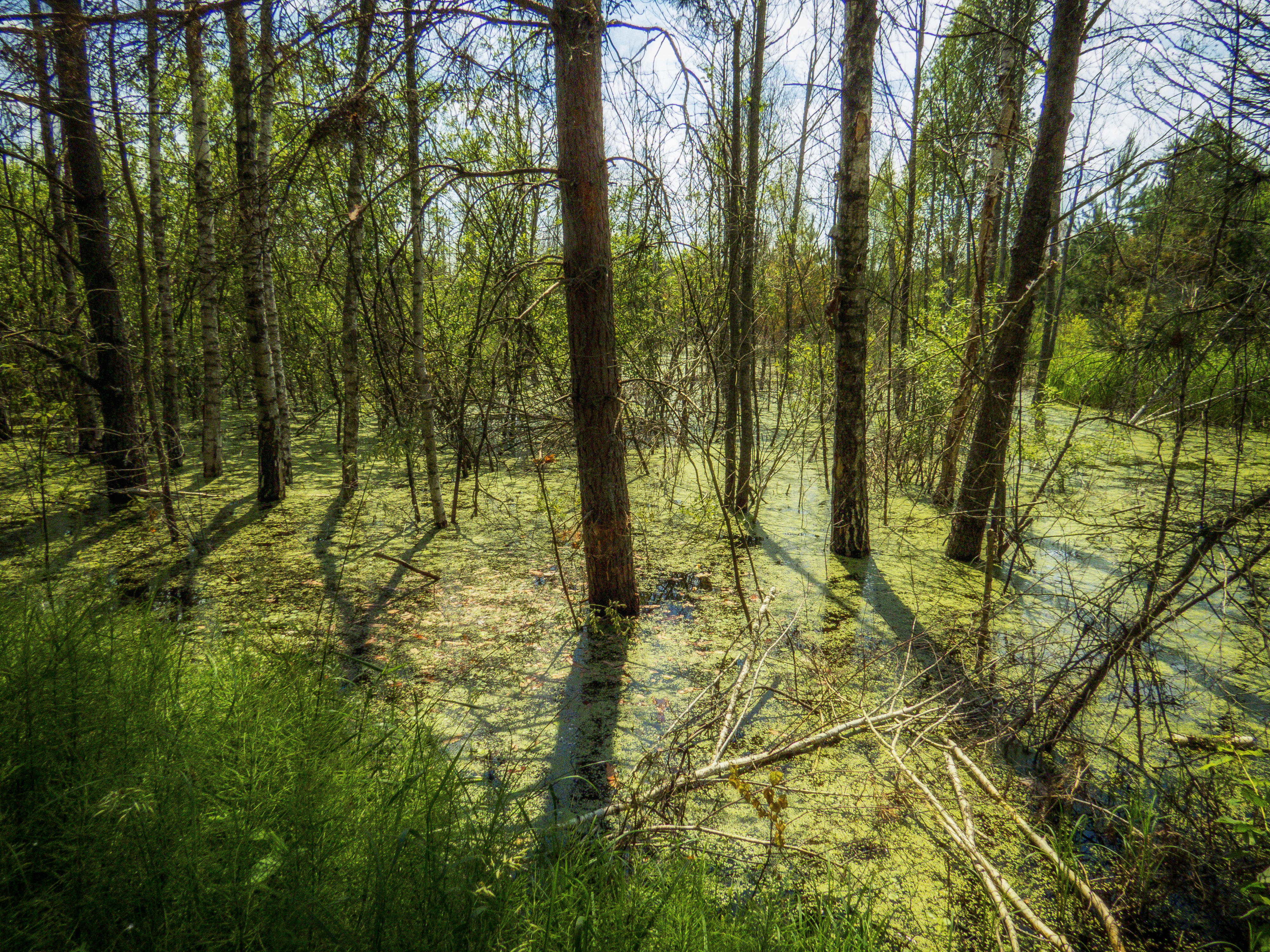
Поліське болото в природному заповіднику «Древлянський»

У Житомирській області — 102 території і об'єкти природно-заповідного фонду (загальною площею 32,1 тис. га), у тому числі Поліський заповідник; 43 заказники, (ботанічний Городницький заказник, гідрологічні — Дідове Озеро, Забарський заказник, Червоновільський заказник, зоологічні — Казява, Кутне, лісові — Поясківський заказник, Туганівський заказник, ландшафтний — Плотниця, орнітологічний — Часниківський заказник), 26 пам'яток природи, у тому числі урочище Корніїв, З1 парк — пам'ятка садово-паркового мистецтва.